# بيتر شيلينغ
بيتر شيلينغ (بالألمانية: Peter Schilling)‏ (و. 1956  م) هو مغني ألماني، ولد في شتوتغارت.

## روابط خارجية
- بيتر شيلينغ على موقع IMDb (الإنجليزية)
- بيتر شيلينغ على موقع ميوزك برينز (الإنجليزية)
- بيتر شيلينغ على موقع أول ميوزيك (الإنجليزية)
- بيتر شيلينغ على موقع ديسكوغز (الإنجليزية)